# 冰前湖
冰前湖又名冰堆湖、外堰湖、冰水湖，此種類型的湖共有兩種因素形成，一種是融化的冰川在退缩过程中冰碛形成了一個壩，被壩圍困的水域形成了一個湖；另一種形成因素是由于冰层周围的地壳出現了等靜壓凹陷，從而使融水被困在冰盖上並形成了湖泊。